# Гайленд-Парк (Мічиган)
Гайленд-Парк (англ. Highland Park) — місто (англ. city) в США, в окрузі Вейн штату Мічиган. Населення — 8977 осіб (2020).
Місто з усіх боків оточене містом Детройт, окрім невеличкої його частини, яка межує з іншим невеличким містом Гемтремк, що також з всіх боків оточене Детройтом.

## Історія

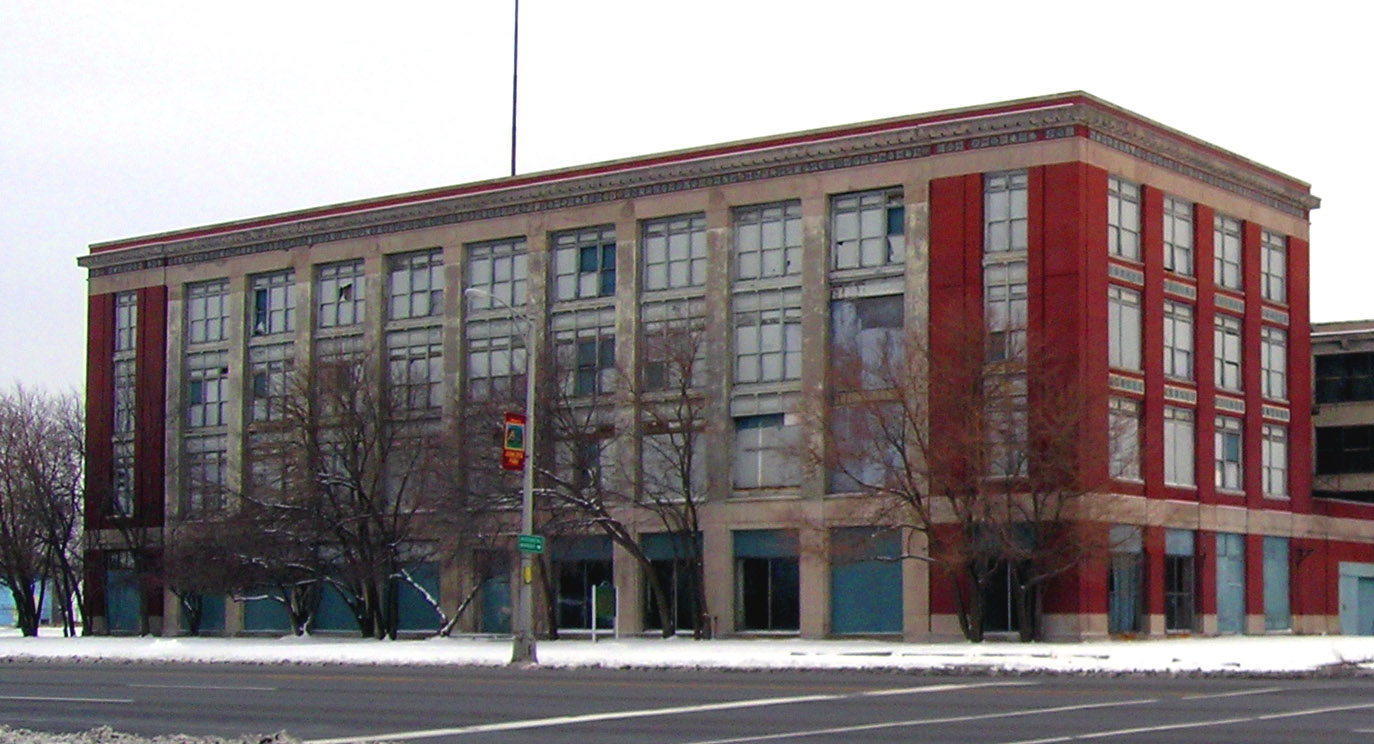
Один з будинків на колишньому заводі Форда. 1910 рік.

Історія міста бере свій початок з невеличкого фермерського поселення, що розміщувалося на пагорбі, там, де сьогодні розташовані Вудворд Авеню (англ. Woodward Avenue) і Гайленд. Тоді ця місцевість розташовувалася за декілька кілометрів від міста Детройт. 1818 року відомий детройтський суддя Август Вудворд купив місцевість і 1825 року заснував село Вудвордвіл (англ. Woodwardville). Однак, це село занепало. 1836 року інший детройтський суддя Бенджамін Вітерел (англ. Benjamin F. H. Witherell) заснував тут нове село Касандра.
12 лютого 1873 року тут було відкрито поштову станцію Вайтвуд. 27 липня 1889 року станцію перейменували на Гайленд-Парк. Цього ж року місцеве поселення отримало таку ж саму назву й отримало статус села.
1907 року Генрі Форд придбав у Гайленд-Парку 160 акрів землі для будівництва автозаводу, який почав роботу у 1909 році. Саме на цьому заводі 1913 року Форд запустив перший у світі конвеєр для складання автомобілів. Завдяки заводу Форда населення невеличкого села почало дуже швидко зростати. У 1910 році воно становило 4120 осіб, а 1920 року — 46500, тобто за десять років зросло більш як у 10 разів.
1918 року Гайленд-Парк отримав статус міста. В цей час місту вдається втримати свій статус окремого населеного пункту й не ввійти до зростаючого Детройта.
1925 року в Гайленд-Парку було засновано завод компанії Chrysler й у місті протягом 70 років знаходилася штаб-квартира компанії, до її переїзду у Оберн-Гіллс.
Наприкінці 1950-их років компанія Ford почала згортати свою діяльність у місті. В останні роки діяльності на заводі займалися випуском тракторів. 1973 року завод закрили. Припинення діяльності заводу призвело до занепаду міста в 1980-90-х роках. Населення міста почало виїжджати, посилився відтік білих. У місті погіршилася криміногенна ситуація. Ще більше погіршилася економічна ситуація в місті з перенесенням компанією Chrysler своєї штаб-квартири до Оберн-Гіллс протягом 1991–1993 років, що призвело до втрати містом близько 6000 робочих місць.

## Географія
Гайленд-Парк розташований за координатами 42°24′19″ пн. ш. 83°5′52″ зх. д. / 42.40528° пн. ш. 83.09778° зх. д. (42.405228, -83.097647).  За даними Бюро перепису населення США в 2010 році місто мало площу 7,69 км², уся площа — суходіл.

## Демографія
Згідно з переписом 2010 року, у місті мешкало 11 776 осіб у 4645 домогосподарствах у складі 2406 родин. Густота населення становила 1530 осіб/км².  Було 6090 помешкань (791/км²).
Расовий склад населення:
| - 93,5 % — чорних або афроамериканців - 3,2 % — білих - 0,4 % — азіатів - 0,3 % — корінних американців |

До двох чи більше рас належало 2,3 %. Частка іспаномовних становила 1,3 % від усіх жителів.
За віковим діапазоном населення розподілялося таким чином: 23,7 % — особи молодші 18 років, 61,9 % — особи у віці 18—64 років, 14,4 % — особи у віці 65 років та старші. Медіана віку мешканця становила 40,5 року. На 100 осіб жіночої статі у місті припадало 96,8 чоловіків;  на 100 жінок у віці від 18 років та старших — 94,1 чоловіків також старших 18 років.
Середній дохід на одне домашнє господарство  становив 30 745 доларів США (медіана — 17 250), а середній дохід на одну сім'ю — 38 675 доларів (медіана — 22 180). Медіана доходів становила 27 463 долари для чоловіків та 26 504 долари для жінок. За межею бідності перебувало 49,3 % осіб, у тому числі 63,8 % дітей у віці до 18 років та 38,6 % осіб у віці 65 років та старших.
Цивільне працевлаштоване населення становило 2791 осіб. Основні галузі зайнятості: освіта, охорона здоров'я та соціальна допомога — 30,9 %, мистецтво, розваги та відпочинок — 13,6 %, виробництво — 12,8 %, науковці, спеціалісти, менеджери — 12,5 %.

## Відомі особистості
У поселенні народилась:
- Адель Мара (1923—2010) — американська акторка, співачка і танцівниця.
- Білл Гейлі (1925-1981) — американський відомий співак.
- Billie Eilish (2001) - американська відома співачка